# 1. deild islandzka w piłce nożnej (2013)
1. deild 2013 – 59. edycja 2 poziomu rozgrywek piłki nożnej na Islandii. 
Brało w niej udział 12 drużyn, które w okresie od 9 maja do 21 września 2013 rozegrały 22 kolejki meczów. Promocję uzyskały Fjölnir i Víkingur Reykjavík.

## Drużyny
| Uczestnicy poprzedniej edycji                                                                                 | Uczestnicy poprzedniej edycji | Uczestnicy poprzedniej edycji | Uczestnicy poprzedniej edycji |
| --- | ----------------------------- | ----------------------------- | ----------------------------- |
| ÞRR | Þróttur Reykjavík             | 3                             |                               |
| KA | KA Akureyri                   | 4                             |                               |
| HAU | Haukar                        | 5                             |                               |
| VÍR | Víkingur Reykjavík            | 6                             |                               |
| FJÖ | Fjölnir                       | 7                             |                               |
| TIN | Tindastóll                    | 8                             |                               |
| BÍB | BÍ/Bolungarvík                | 9                             |                               |
| LEI | Leiknir                       | 10                            |                               |
| Spadek z Úrvalsdeild                                                                                          |                               |                               |                               |
| SEL | Selfoss                       | 11                            |                               |
| GRI | Grindavík                     | 12                            |                               |
| Awans z 2. deild karla                                                                                        |                               |                               |                               |
| VÖL | Völsungur Húsavík             | 1                             |                               |
| KF | Fjallabyggðar                 | 2                             |                               |
| Oznaczenia: - kolumna pierwsza – skróty nazw drużyn, - kolumna trzecia – miejsce zajęte w poprzednim sezonie. |                               |                               |                               |

## Tabela
| Lp. | Drużyna                | M  | Z  | R | P  | B+ | B- | +/– | Pkt | Awans lub spadek         |
| --- | ---------------------- | -- | -- | - | -- | -- | -- | --- | --- | ------------------------ |
| 1   | Fjölnir (M, A)         | 22 | 13 | 4 | 5  | 38 | 24 | +14 | 43  | awans do Úrvalsdeild     |
| 2   | Víkingur Reykjavík (A) | 22 | 12 | 6 | 4  | 56 | 28 | +28 | 42  | awans do Úrvalsdeild     |
| 3   | Haukar                 | 22 | 12 | 6 | 4  | 49 | 29 | +20 | 42  |                          |
| 4   | Grindavík              | 22 | 13 | 3 | 6  | 51 | 32 | +19 | 42  |                          |
| 5   | BÍ/Bolungarvík         | 22 | 13 | 1 | 8  | 47 | 39 | +8  | 40  |                          |
| 6   | KA                     | 22 | 9  | 5 | 8  | 38 | 31 | +7  | 32  |                          |
| 7   | Leiknir Reykjavík      | 22 | 9  | 5 | 8  | 36 | 31 | +5  | 32  |                          |
| 8   | Selfoss                | 22 | 8  | 3 | 11 | 44 | 38 | +6  | 27  |                          |
| 9   | Tindastóll             | 22 | 6  | 7 | 9  | 29 | 40 | −11 | 25  |                          |
| 10  | Þróttur Reykjavík      | 22 | 7  | 2 | 13 | 26 | 36 | −10 | 23  |                          |
| 11  | KF (S)                 | 22 | 5  | 6 | 11 | 25 | 41 | −16 | 21  | spadek do 2. deild karla |
| 12  | Völsungur (S)          | 22 | 0  | 2 | 20 | 15 | 85 | −70 | 2   | spadek do 2. deild karla |

## Wyniki
| Gospodarz \ Gość   | BÍB | FJÖ | GRI | HAU | KA  | KF  | LER | SEL | TIN | VÍK | VÖL  | ÞRÓ |
| ------------------ | --- | --- | --- | --- | --- | --- | --- | --- | --- | --- | ---- | --- |
| BÍ/Bolungarvík     |     | 1–2 | 3–1 | 2–2 | 4–2 | 2–1 | 3–2 | 4–3 | 2–0 | 0–2 | 4–1  | 2–1 |
| Fjölnir            | 2–4 |     | 0–0 | 4–1 | 0–1 | 2–1 | 1–0 | 3–0 | 2–2 | 2–5 | 2–1  | 1–3 |
| Grindavík          | 6–1 | 0–4 |     | 1–1 | 2–1 | 2–0 | 3–2 | 1–3 | 4–1 | 1–2 | 4–2  | 2–1 |
| Haukar             | 4–3 | 1–0 | 0–1 |     | 4–2 | 4–0 | 1–1 | 2–1 | 3–1 | 2–1 | 5–1  | 1–2 |
| KA                 | 1–0 | 1–1 | 2–2 | 1–2 |     | 1–1 | 0–1 | 4–3 | 5–1 | 0–1 | 2–0  | 3–1 |
| KF                 | 0–3 | 0–1 | 0–7 | 1–1 | 4–1 |     | 0–1 | 2–1 | 1–1 | 2–2 | 3–1  | 0–1 |
| Leiknir Reykjavík  | 3–2 | 1–3 | 1–2 | 0–0 | 2–1 | 1–1 |     | 3–2 | 1–1 | 2–2 | 3–0  | 3–0 |
| Selfoss            | 0–2 | 1–2 | 3–0 | 2–3 | 0–1 | 2–3 | 4–2 |     | 1–0 | 6–1 | 6–1  | 2–2 |
| Tindastóll         | 0–2 | 0–1 | 0–2 | 2–1 | 2–2 | 3–1 | 4–3 | 1–1 |     | 0–3 | 1–1  | 3–0 |
| Víkingur Reykjavík | 3–0 | 0–2 | 4–2 | 2–2 | 0–0 | 1–1 | 1–0 | 1–2 | 1–1 |     | 16–0 | 3–1 |
| Völsungur          | 0–1 | 1–3 | 1–5 | 0–7 | 0–6 | 1–2 | 0–3 | 0–0 | 2–3 | 1–3 |      | 1–3 |
| Þróttur Reykjavík  | 3–2 | 0–0 | 0–3 | 1–2 | 0–1 | 2–1 | 0–1 | 0–1 | 1–2 | 1–2 | 3–0  |     |

## Najlepsi strzelcy
| Bramki | Strzelcy                  | Drużyna            |
| ------ | ------------------------- | ------------------ |
| 14     | Aron Elís Þrándarson      | Víkingur Reykjavík |
| 11     | Javier Zurbano Lacalle    | Selfoss            |
| 11     | Hilmar Árni Halldórsson   | Leiknir Reykjavík  |
| 10     | Benjamin James Everson    | BÍ/Bolungarvík     |
| 10     | Stefán Þór Pálsson        | Grindavík          |
| 10     | Juraj Grizelj             | Grindavík          |
| 10     | Aron Sigurðarson          | Fjölnir            |
| 9      | Andri Steinn Birgisson    | Haukar             |
| 9      | Andri Björn Sigurðsson    | Þróttur Reykjavík  |
| 8      | Hjörtur Júlíus Hjartarson | Víkingur Reykjavík |
| 8      | Brynjar Benediktsson      | Haukar             |
| 8      | Sveinbjörn Jónasson       | Þróttur Reykjavík  |

Źródło: 